# Никитин, Николай Петрович
Николай Петрович Никитин (1884—1971) — архитектор-реставратор, доктор архитектуры, посвятивший жизнь изучению и реставрации Исаакиевского собора.

## Биография
Родился 4 (16) сентября 1884 года в Москве в семье Петра Афанасьевича и Александры Михайловны, крестьян деревни Кирзино Богимовской волости Тарусского уезда Калужской губернии, которые в то время уже жили в Москве, отец был столяром, мать — домохозяйка.
После окончания четырехклассного училища Лефортовского попечительства о бедных занимался в Строгановском училище, где под руководством профессора Строгановского училища Ф. Ф. Горностаева «занимался обмерами архитектурных памятников Москвы». Затем учился на архитектурном отделении МУЖВЗ.
В 1910—1914 годах по его проектам были возведены, в частности, художественно-ремесленное училище Московского Пятницкого попечительства о бедных и главное здание и парковые павильоны санатория «Надеждино» близ железнодорожной пункта Фирсановка. Эти частные заработки вместе с преподаванием архитектуры, черчения и рисования дали ему возможность посетить в 1913–1914 годах Рим, Флоренцию и другие итальянские города. Затем он продолжил своё образование и осенью 1914 года поступил на архитектурное отделение Высшего Художественного училища при академии художеств, которое окончил в 1917 году. Учился он в мастерской профессора М. Т. Преображенского, под руководством которого и выполнил дипломный проект
«Военно-исторический музей», получив право поездки за границу за счет Академии. Однако планы нарушили происходившие революционные события. 
С 15 апреля 1919 года он стал работать помощником своего научного руководителя по художественному училищу, занимавшего должность архитектора Исаакиевского собора. Некоторое время был в Калуге губернским архитектором. По возвращении уже в Ленинград) Никитин получил должность хранителя (фактического начальника) собора в специальном «Управлении Исаакиевского собора-музея». в 1927—1928 годах под его руководством проводились реставрационные работы по укреплению оснований колонн и выявлению особенностей осадочного движения здания. В 1828 году им был разработан план первой временной музейной выставки по истории проектирования и возведения Исаакиевского собора. Однако выставка, лишенная каких бы то ни было антицерковных и антирелигиозных материалов, не была открыта. В 1931 году в Исаакиевском соборе все-таки был организован Государственный Антирелигиозный музей. Никитин, остававшийся архитектором собора, на протяжении 8 месяцев выступал против установки в музее маятника Фуко, поскольку она требовала разборки необходимых для реставрации здания (в том числе для укрепления мозаик) строительных лесов.  После этого Никитин был уволен и в 1932 году назначен старшим архитектором Управления дворцов и парков Ленсовета.
С 1934 по 1950 год преподавал в Ленинградском институте инженеров железнодорожного транспорта. В 1940 году защитил диссертацию на 	степень кандидата технических наук «Неравномерная осадка и деформация здания Антирелигиозного музея» и получил звание доцента. В 1942 году был эвакуирован в Ессентуки, где оказался в оккупации. В сентябре 1944 года вернулся в Ленинград и продолжил работу в институте. В 1945 году вошёл в состав первой комиссии по обследованию состояния Исаакиевского собора, а в конце 1951 года взял на себя общее руководство работами по обследованию признанного аварийным здания-памятника.
В 1945 году защитил диссертацию на степень доктора архитектуры «Огюст Монферран. Проектирование и строительство Исаакиевского собора и Александровской колонны» (Л., 1939. — 2600 экз.).
Умер в Ленинграде в октябре 1971 года. Его могила на Шуваловском кладбище, имевшая памятник с большим бронзовым барельефом, находится в руинированном состоянии[уточнить].